# Ischnomela
Ischnomela is een geslacht van rechtvleugeligen uit de familie sabelsprinkhanen (Tettigoniidae). De wetenschappelijke naam van dit geslacht is voor het eerst geldig gepubliceerd in 1873 door Stål.

## Soorten
Het geslacht Ischnomela omvat de volgende soorten:
- Ischnomela gracilis Stål, 1873
- Ischnomela gracillima Beier, 1960
- Ischnomela pulchripennis Rehn, 1906